# Abbaye Notre-Dame-de-l'Annonciation de Clear Creek
Pour les articles homonymes, voir Abbaye Notre-Dame et Annonciation (homonymie).
L'abbaye Notre-Dame-de-l'Annonciation de Clear Creek a été fondée en 1999 dans l'Oklahoma aux États-Unis par l'abbaye bénédictine de Fontgombault. Elle fait partie de la congrégation de Solesmes au sein de la confédération bénédictine et utilise le missel romain de 1962. En 2016, elle compte 50 moines.

## Histoire
Au cours des années 1970, quelques étudiants de l'université du Kansas se convertissent au catholicisme à la suite de cours sur la Tradition donnés par le professeur John Senior. Désirant suivre la vie monastique traditionnelle, ils partent en Europe et entrent à l'abbaye Notre-Dame de Fontgombault, tout en conservant l'espoir de pouvoir fonder un jour un monastère aux États-Unis.
En 1998, à la suite de la proposition de l'évêque du diocèse de Tulsa, Edward Slattery, le père abbé de Fontgombault, Antoine Forgeot, décide d'y fonder une abbaye. Les treize moines fondateurs — huit américains, trois français et deux canadiens — s'installent quelque temps après à Clear Creek, près d'Hulbert dans l'Oklahoma où ils entreprennent la construction du monastère. Leur effectif croît relativement rapidement, puisqu'ils deviennent 22 en 2003 et 33 en 2010.
À côté de leur vie de prière, les moines élèvent des brebis, cultivent fruits et légumes, font du fromage, confectionnent des habits et fabriquent des meubles.
Le 11 février 2010, le prieuré est élevé au rang d'abbaye indépendante avec pour père abbé Phillip Anderson qui en était jusque-là le père prieur.
Il s'agit de la seconde maison de la congrégation aux États-Unis, après le monastère de Westfield dans le Vermont qui accueille des moniales.